# Asimadolin
Asimadolin (EMD-61753) je lek koji deluje kao periferni selektivni agonist κ-opioidnog receptora. Zbog njegove neznatne sposobnosti prolaska kroz krvno moždanu barijeru, asimadolin ne ispoljava psihotomimetičke efekte centralno delujućih kapa agonista, i konsekventno ima veći potencijal za medicinsku upotrebu. On je bio testiran kao mogući treatman upalnu bolest creva, i utvrđeno je da je relativno efikasan.

## Literatura
1. ↑  Barber A, Gottschlich R (1997). „Novel developments with selective, non-peptidic kappa-opioid receptor agonists”. Expert Opinion on Investigational Drugs. 6 (10): 1351—68. PMID 15989506. doi:10.1517/13543784.6.10.1351.
2. ↑  Camilleri M (2008). „Novel pharmacology: asimadoline, a kappa-opioid agonist, and visceral sensation”. Neurogastroenterology and Motility : the Official Journal of the European Gastrointestinal Motility Society. 20 (9): 971—9. PMC 2698012 . PMID 18715494. doi:10.1111/j.1365-2982.2008.01183.x.
3. ↑  Delvaux M, Beck A, Jacob J, Bouzamondo H, Weber FT, Frexinos J (2004). „Effect of asimadoline, a kappa opioid agonist, on pain induced by colonic distension in patients with irritable bowel syndrome”. Alimentary Pharmacology & Therapeutics. 20 (2): 237—46. PMID 15233705. doi:10.1111/j.1365-2036.2004.01922.x.
4. ↑  Szarka LA, Camilleri M, Burton D, Fox JC, McKinzie S, Stanislav T, Simonson J, Sullivan N, Zinsmeister AR (2007). „Efficacy of on-demand asimadoline, a peripheral kappa-opioid agonist, in females with irritable bowel syndrome”. Clinical Gastroenterology and Hepatology : the Official Clinical Practice Journal of the American Gastroenterological Association. 5 (11): 1268—75. PMC 2128734 . PMID 17900994. doi:10.1016/j.cgh.2007.07.011.

## Spoljašnje veze
|  | Molimo Vas, obratite pažnju na važno upozorenje u vezi sa temama iz oblasti medicine (zdravlja). |